# Église de la Décollation-de-Jean-Baptiste-de-Torjok
L'église de la Décollation-de-Jean-Baptiste-de-Torjok est une église orthodoxe classique construite en pierre, située dans la ville de Torjok, dans l'oblast de Tver, en Russie européenne. L'édifice est classé dans la liste de l'héritage patrimonial de la Russie d'importance fédérale depuis 1974, et il fait partie du Couvent de la Résurrection.

## Géographie
L'église est située dans la ville de Torjok, dans l'oblast de Tver. Elle se trouve au no 32 de la rue Stepan Razine de Torjok.

## Histoire
Un édifice existait déjà en 1625, mais il ne subsista pas. L'église a été construite selon les plans de l'architecte provincial Ivan Fiodorovitch Lvov entre 1833 et 1840. L'édifice a été fermé pendant les années 1920 par les autorités soviétiques, et il n'est plus en usage, avec un besoin cruel de rénovations. 

## Patrimonialité
L'édifice est classé dans la liste de l'héritage patrimonial de la Russie d'importance fédérale sous le no 691610585210016.